# Цзіньчан
Цзіньчан (кит. спр. 金昌市, піньїнь: Jīnchāng Shì) — місто-округ в китайській провінції Ганьсу. 

## Географія
Цзіньчан розташовується у центральній частині провінції на захід від пасма Алашань в Алашанській Гобі .

### Клімат
Місто знаходиться у зоні, котра характеризується кліматом пустель помірного поясу. Найтепліший місяць — липень із середньою температурою 20.7 °C (69.3 °F). Найхолодніший місяць — січень, із середньою температурою -9.1 °С (15.6 °F).
| Клімат Цзіньчана        | Клімат Цзіньчана | Клімат Цзіньчана | Клімат Цзіньчана | Клімат Цзіньчана | Клімат Цзіньчана | Клімат Цзіньчана | Клімат Цзіньчана | Клімат Цзіньчана | Клімат Цзіньчана | Клімат Цзіньчана | Клімат Цзіньчана | Клімат Цзіньчана | Клімат Цзіньчана |
| Показник                | Січ.             | Лют.             | Бер.             | Квіт.            | Трав.            | Черв.            | Лип.             | Серп.            | Вер.             | Жовт.            | Лист.            | Груд.            | Рік              |
| Середня температура, °C | −9,1             | −5,6             | 1,5              | 8,9              | 14,6             | 18,3             | 20,7             | 19,7             | 14,4             | 7,5              | −0,7             | −7,5             | 6,9              |
| Норма опадів, мм        | 1.1              | 1.6              | 4.3              | 7.3              | 15.7             | 22               | 31.9             | 40               | 25.3             | 10.2             | 3.1              | 0.9              | 163.4            |
| Днів з опадами          | 1,9              | 1,8              | 2,8              | 3,5              | 5,3              | 7,1              | 9,7              | 9                | 8,1              | 3,9              | 2,1              | 1,1              | 56,3             |
| Вологість повітря, %    | 51               | 46.4             | 44.5             | 42.1             | 46.3             | 52.4             | 58.4             | 59.8             | 61.9             | 59.7             | 58               | 56.6             | 53.1             |
| ----------------------- | ---------------- | ---------------- | ---------------- | ---------------- | ---------------- | ---------------- | ---------------- | ---------------- | ---------------- | ---------------- | ---------------- | ---------------- | ---------------- |
| Джерело: Weatherbase    |                  |                  |                  |                  |                  |                  |                  |                  |                  |                  |                  |                  |                  |